# Az új generáció
Az új generáció (eredeti cím: Next Gen) 2018-ban bemutatott  amerikai–kanadai–kínai 3D-s számítógépes animációs film, amelyet Kevin R. Adams és Joe Ksander rendezett.
A forgatókönyvet Kevin R. Adams, Joe Ksander és Wang Nima írta. A producerei Jeff Bell, Patricia Hicks, Charlene Logan Kelly, Yangbin Lu, John Morch és Ken Zorniak. A film zeneszerzői Samuel Jones és Alexis Marsh. A film gyártója a Baozou Manhua, az Alibaba Pictures és a Tangent Animation, forgalmazója a Netflix. Műfaja sci-fi film és akciófilm.
Amerikában 2018. szeptember 27-én mutatta be a Netflix. Magyarországon 2019. szeptember 17-től vált elérhetővé szinkronosan a Netflixen.

## Szereplők
| Szereplő                       | Eredeti hang     | Magyar hang     |
| ------------------------------ | ---------------- | --------------- |
| 7723                           | John Krasinski   | Rajkai Zoltán   |
| Mai Su                         | Charlyne Yi      | Pekár Adrienn   |
| Justin Pin                     | Jason Sudeikis   | Varga Gábor     |
| Momo                           | Michael Peña     | Csőre Gábor     |
| Dr. Tanner Rice                | David Cross      | Mészáros Máté   |
| Q-Botok                        | David Cross      | Pálmai Szabolcs |
| Molly Su                       | Constance Wu     | Ruttkay Laura   |
| Greenwood                      | Kiana Ledé       | Laurinyecz Réka |
| Ani                            | Anna Akana       | Tamási Nikolett |
| RJ                             | Kitana Turnbull  | Berkes Boglárka |
| Junior                         | Jet Jurgensmeyer | Baráth István   |
| Ric                            | Issac Ryan Brown | Szalay Csongor  |
| kommentátor                    | Fred Tatasciore  | Forgács Gábor   |
| Nima                           | TBA              | Markovics Tamás |
| konferáló bot                  | TBA              | Fekete Zoltán   |
| házi robot                     | TBA              | Fekete Zoltán   |
| fogkefe bot                    | TBA              | Maday Gábor     |
| További magyar hangok          |                  |                 |
| Seszták Szabolcs, Szokol Péter |                  |                 |

### Magyar változat
- Magyar szöveg: Dame Nikolett
- Hangmérnök: Hollósi Péter
- Vágó: Wünsch Attila
- Gyártásvezető: Gémesi Kriszta
- Szinkronrendező: Szalay Csongor

A szinkront a Direct Dub Studios készítette.